# Plac im. generała Władysława Sikorskiego w Siedlcach
Plac im. gen. Władysława Sikorskiego – centralny plac Siedlec zlokalizowany w ścisłym centrum, przeznaczony do rekreacji i odpoczynku. Nazwa poświęcona jest wodzowi naczelnemu generałowi Władysławowi Sikorskiemu. Na placu znajduje się fontanna, która w sezonie wiosenno-letnim jest czynna od 09:00 do 21:00.

## Układ
Plac położony jest w centralnym miejscu miasta Siedlce, między ulicami: 
- J.Piłsudskiego (od północy),
- J.Kilińskiego (od zachodu),
- K.Pułaskiego (od południa).

Od strony wschodniej plac ograniczają budynki handlowe (od ul. Pułaskiego też).
Na placu tym odbywają się główne uroczystości i festyny miasta Siedlce (min.: sylwester, Jarmark Św. Stanisława, Dni Siedlec (część), lokalny finał WOŚP itp.)
W piątki, soboty i niedziele o godz. 20:00 odbywają się pokazy z wykorzystaniem gry wody, dźwięku i światła. Podczas świąt Bożego Narodzenia największy siedlecki zakład (Polimex-Mostostal) funduje bożonarodzeniowe drzewko (sosnę lub świerk), który wraz ze światełkami na ulicy Piłsudskiego zdobi miasto w czasie świąt.

## Historia

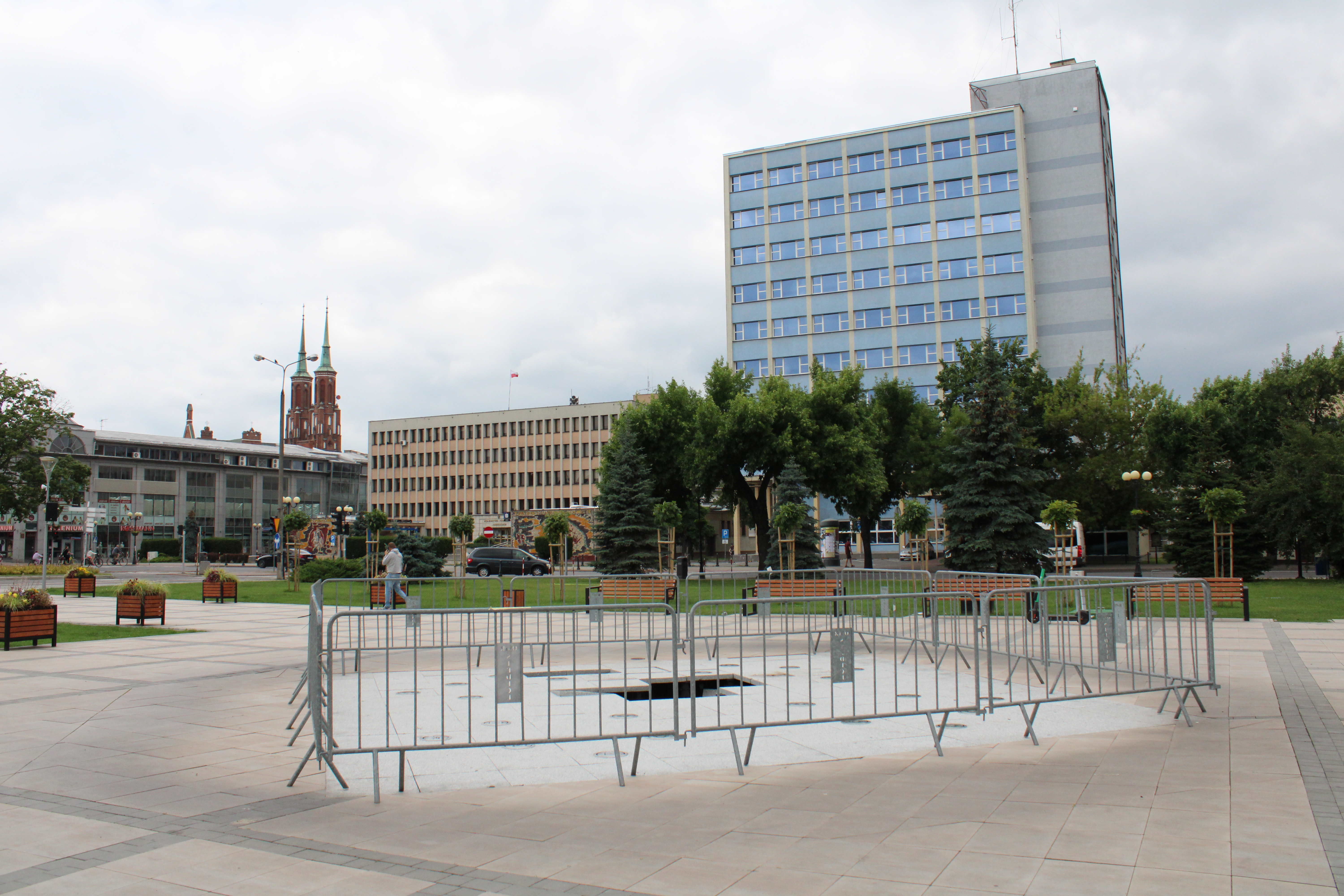
Uszkodzona fontanna 2 lipca 2023 r.

Przed laty stał tu "Pomnik Wdzięczności" upamiętniający przyjaźń i bohaterstwo podczas II wojny światowej między Polską Ludową a ZSRR. Został on w latach 90 XX w. zburzony, a postawiono mały obelisk upamiętniający gen. Władysława Sikorskiego. W maju 2022 r. plac przeszedł generalny remont: wymieniono bardzo zniszczoną nawierzchnię, pojawiły się ławki oraz postawiono fontannę w miejscu, w którym kiedyś znajdował się pomnik. Rok później 2 lipca 2023 r. fontanna uległa uszkodzeniu, a naprawa trwała do 14 lipca.

## Otoczenie

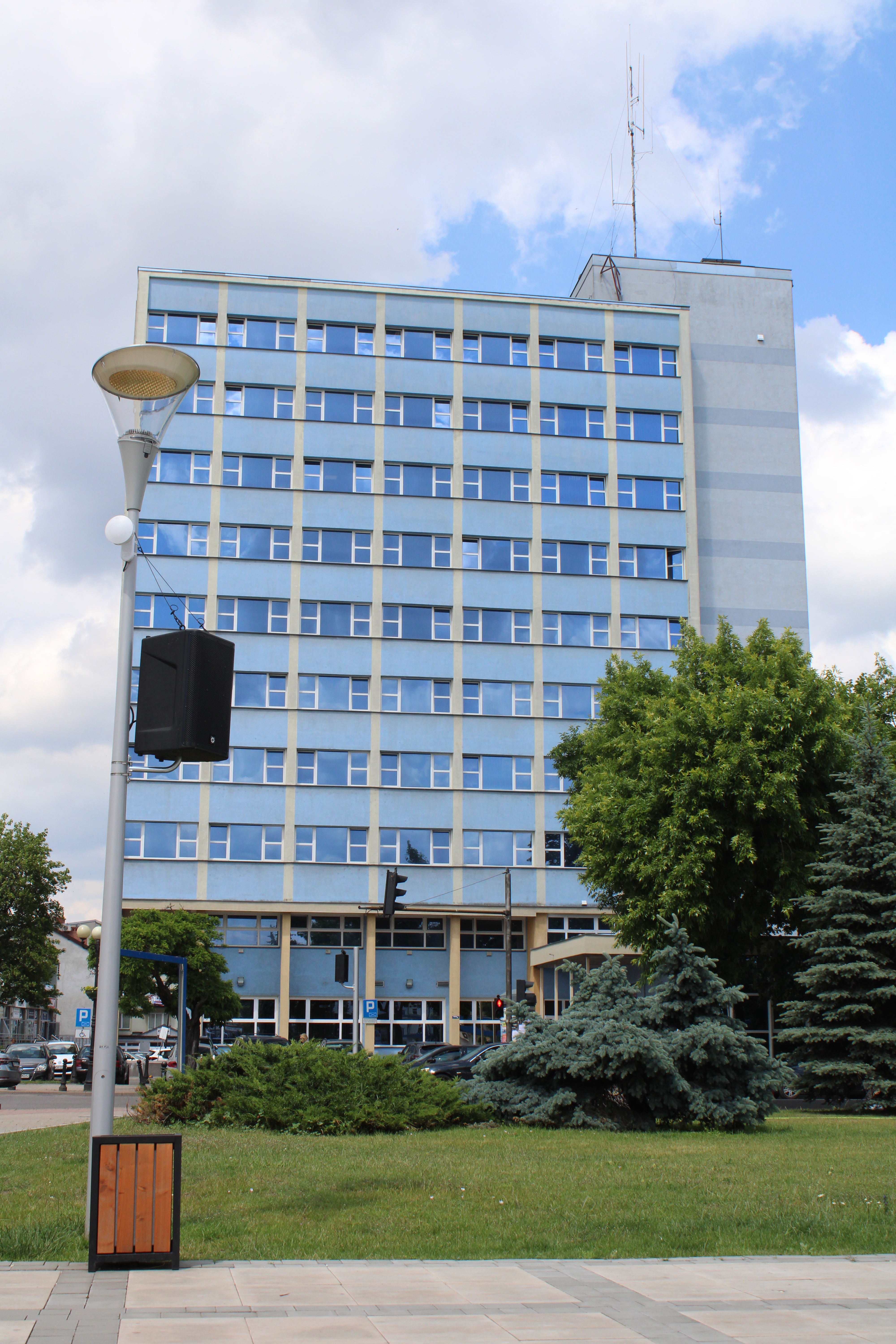
Delegatura Mazowieckiego Urzędu Wojewódzkiego

Wokół placu znajduje się wiele sklepów i urzędów (centralne położenie placu):
- Skwer im. Jana Pawła II
- Starostwo Powiatowe w Siedlcach
- delegatura Urzędu Wojewódzkiego
- sklep RTV Euro AGD
- sklep PSS Społem (nr 78 (tekstylia), nr 79 (AGD) )
- placówka BZ WBK
- sklep Orange